# 云内州
云内州，中国辽朝到明朝的州。
辽朝清宁年间（1055年－1064年）改代北、云、塑招讨司设置云内州。治所在柔服县（今内蒙古自治区土默特左旗西北）。包括今内蒙古自治区固阳县、土默特左旗、土默特右旗等地。1123年，辽天祚帝逃到云内州，元朝不辖县。明朝洪武五年（1372年），废除云内州。